# Nicola White
Nicola White (Shaw y Crompton, 20 de enero de 1988) es una exjugadora británica de hockey sobre césped.

## Trayectoria
White logró ganar la medalla de bronce en Londres 2012, al derrotar a Nueva Zelanda, en el partido por el tercer puesto. En los juegos olímpicos de Río 2016 derrotó a Países Bajos y consiguió, por primera vez en la historia de su selección, la medalla de oro.